# Impatiens dicentra
Impatiens dicentra är en balsaminväxtart som beskrevs av Adrien René Franchet och Joseph Dalton Hooker. Impatiens dicentra ingår i släktet balsaminer, och familjen balsaminväxter. Inga underarter finns listade i Catalogue of Life.